# Кеес Ноотебоом
Кеес Ноотебоом також Сейс Нотебоом (нід. Cees Nooteboom), ім'я при народженні Корнеліс Йоганнес Якобус Марія Ноотебоом (нід. Cornelis Johannes Jacobus Maria Nooteboom; 31 липня 1933, Гааґа) — нідерландський письменник, лауреат Нідерландської літературної премії (2009).

## Біографія
Ноотебоом народився у Гаазі. 1945 року його батько загинув під час бомбардування міста. Після того як 1948 року його мати вдруге вийшла заміж за католика, Кеес відвідував різні релігійні школи, включно з Францисканській школі у Венраї і Школі авґустинців у Ейндговені. Він завершив свою середню освіту в Утрехті.
Спершу працював у банку в Гілверсумі, після чого мандрував Європою. Разом із письменницькою діяльністю Кеес працював у політичному тижневику «Elsevier» (1957—1960) та в газеті «de Volkskrant» (1961—1968). 1967 року він став мандрівним дописувачем у журнал «Avenue».
1957 року Ноотебоом влаштувався моряком на вантажне судно до Суринаму, щоб просити руки своєї першої дружини Фанні Ліхтвелд (Fanny Lichtveld). Вони розлучилися 1964 року. Також він мав стосунки зі співачкою Лісбет Ліст (Liesbeth List). Нині він одружений із Сімоне Сассен (Simone Sassen) і розділяє свій час між Амстердамом та Меноркою.
Окрім літературних нагород (найважливіша — Нідерландська літературна премія 2009 року) його було нагороджено званням доктора Радбаудського університету у Неймегені (2006 року) та Вільного університету Берліна (2008).

## Твори

### Романи та збірки
- 1955 Philip en de anderen
- 1958 De verliefde gevangene
- 1963 De ridder is gestorven
- 1980 Rituelen
- 1981 Een lied van schijn en wezen
- 1982 Mokusei! Eine Liebesgeschichte
- 1984 In Nederland
- 1986 Het Spaans van Spanje
- 1988 De brief
- 1991 Het volgende verhaal
- 1999 Allerzielen (Поминальний день. Київ, 2002)
- 2004 Paradies verloren
- 2007 Rode Regen
- 2009 's Nachts komen de vossen

### Подорожні твори
- 1963 Een middag in Bruay. Reisverslagen
- 1965 Een nacht in Tunesië
- 1968 Een ochtend in Bahia
- 1971 Bitter Bolivia. Maanland Mali
- 1978 Een avond in Isfahan
- 1981 Voorbije passages
- 1983 Waar je gevallen bent, blijf je
- 1985 De zucht naar het Westen
- 1986 De Boeddha achter de schutting. Aan de oever van de Chaophraya
- 1989 De wereld een reiziger
- 1990 Berlijnse notities
- 1991 Vreemd water
- 1992 De omweg naar Santiago
- 1992 Zurbarán
- 1993 De konig van Surinam
- 1995 Van de lente de dauw. Oosterse reizen
- 1997 De filosoof zonder ogen: Europese reizen
- 1997 Terugkeer naar Berlijn
- 2002 Nootebooms Hotel
- 2005 Het geluid van Zijn naam. Reizen door de Islamitische wereld
- 2009 Berlijn 1989/2009

### Поезія
- 1956 De doden zoeken een huis
- 1959 Koude gedichten
- 1960 Het zwarte gedicht
- 1964 Gesloten gedichten
- 1970 Gemaakte gedichten
- 1978 Open als een schelp — dicht als een steen
- 1982 Aas. Gedichten
- 1982 Het landschap verteld. Paesaggi narrati
- 1984 Vuurtijd, ijstijd. Gedichten 1955—1983
- 1989 Het gezicht van het oog
- 1991 Water, aarde, vuur, lucht
- 1999 Zo kon het zijn
- 2000 Bitterzoet, honderd gedichten van vroeger en zeventien nieuwe
- 2005 De slapende goden / Sueños y otras mentiras

### Есеї та Репортажі
- 1968 De Parijse beroerte
- 1980 Nooit gebouwd Nederland
- 1993 De ontvoering van Europa
- 1993 Zelfportret van een ander. Dromen van het eiland en de stad van vroeger

## Переклади українською
- Кеес Ноотебоом. Поминальний день. перекл. З нідерландської Ярослав Довгополий. — Київ: видавництво Юніверс, 2002. — 270 с.
- Сейс Ноотебоом. Кружна дорога до Сантьяго. З нідерландської переклав Ярослав Довгополий. Київ: видавництво Юніверс 2009.